# 浅井甚兵衛
浅井 甚兵衛（あさい じんべえ、1904年〈明治37年〉5月9日 - 1984年〈昭和59年〉4月27日）は、日本の宗教家。妙信講（現：冨士大石寺顕正会）の創立者。

## 生涯
1904年（明治37年）、愛知県西尾市に生まれ、1923年（大正12年）、19歳で上京する。1926年（昭和元年）12月、22歳の時に白須郁三に折伏されて日蓮正宗に入信し、妙光寺（東京都品川区）所属の信徒となった。
1936年（昭和11年）、白須郁三と共に妙光寺から妙光院（現在の妙国寺。東京都板橋区高島平）へと所属寺院を移り、信徒総代となった。その後再び妙光寺に移る。1942年には、妙光寺所属の法華講の一講中として「東京妙信講」を結成し、講頭に就任した。
第二次世界大戦後の1948年（昭和23年）、「東京妙信講」は、法道会（東京都豊島区）に移籍した。法道院時代当初の甚兵衛は、総本山大石寺への御供養推進活動と折伏弘教に努めていた。また、印刷会社「日東ローラー」を経営していたことから、1952年（昭和27年）には日蓮正宗の立宗700年記念出版事業として発行された『日蓮正宗聖典』の印刷を請け負った。
1955年（昭和30年）、妙信講は既存の法道会法華講と合併して約三千世帯の大法華講となり、甚兵衛はこの新生「法道院法華講」の講頭に就任した。長男である浅井昭衛も青年部長となった。
1957年（昭和32年）、甚兵衛・昭衛父子は320名の同志と共に「妙信講」（後の冨士大石寺顕正会）を発足し、1958年（昭和33年）1月15日、総本山大石寺第65世日淳法主により正式に認可された。東京都墨田区の妙縁寺住職・松本日仁師と早瀬道応師の両名が指導教師についた。
1974年（昭和49年）、正本堂をめぐる教義的対立から妙信講は講中解散処分を受け、日蓮正宗の信徒資格を剥奪された。1975年（昭和50年）、講頭の職を浅井昭衛に譲り、自らは顧問へと退いた。
1984年（昭和59年）4月27日、死去。享年79。